# Gates of Troy
Gates of Troy (в российском издании — Легион 3: Врата Трои) — компьютерная игра в жанре пошаговой стратегии, разработанная компанией Slitherine Software и изданная компаниями Matrix Games, Slitherine Software, 1С и Snowball в период с 2 июля по 8 декабря 2004 года эксклюзивно для PC. Игра является однопользовательским дополнением к игре Spartan (в российском издании — Легион 3: Спартанцы).
18 июня 2004 года компания Slitherine Software официально признала факт кражи мастер-диска с игрой в Лондоне.

## Внешние ссылки
- Gates of Troy на сайте GameStats  (англ.)
- Gates of Troy на сайте GameSpot  (англ.)
- Gates of Troy на сайте BestGamer.ru